# Válka světů a jiné příběhy z neskutečna
Válka světů a jiné příběhy z neskutečna je název českého vydání výboru z vědeckofantastického díla anglického spisovatele Herberta Georgeho Wellse, který uspořádal a přeložil Vladimír Svoboda (povídku Jak to opravdu bylo s Pyecraftem přeložil František Gel). 
Kniha vyšla prozatím dvakrát, vždy v nakladatelství Albatros. Poprvé roku 1988 jako 177. svazek jeho edice Knihy odvahy a dobrodružství, podruhé s názvem Válka světů a jiné povídky roku 1999. Skládá se ze dvou částí. První s názvem Příběhy z neskutečna obsahuje výbor z autorových vědeckofantastických povídek, druhou část tvoří jeho román Válka světů (The War of the Worlds) z roku 1898.
Oddíl s názvem Příběhy z neskutečna však vyšel v nakladatelství Albatros již roku 1970 pod názvem Povídky s X.

## Obsah knihy

### Příběhy z neskutečna
Tento oddíl knihy obsahuje tyto povídky:
- Muž, jenž dokázal činit zázraky (1898, The Man Who Could Work Miracles), první knižní vydání ve sbírce povídek Povídky prostoru a času (1899, Tales of Space and Time). V povídce její hlavní hrdina, nadaný zvláštní mocí, poručí Zemi, aby se na chvíli zastavila, ale zapomene na to, že vzduch, budovy i lidé mají vlastnost, zvanou setrvačnost.
- Příběh Gottfrieda Plattnera (1896, The Plattner Story), první knižní vydání ve sbírce povídek Příběh Gottfrieda Plattnera a jiné povídky (1897, The Plattner Story and Others). Povídka líčí nepovedený chemický pokus, díky kterému zmizí Gottfried Plattner na celých devět dní z našeho světa do světa paralelního.
- Jak to opravdu bylo s Pyecraftem (1903, The Truth About Pyecraft), první knižní vydání ve sbírce povídek Dvanáct povídek a sen (1903, Twelve Stories and a Dream). Povídka o tlustém muži, který chtěl přijít o svou nadměrnou hmotnost. Z ješitnosti však hovoří o váze, a tu skutečně přijde, o tloušťku ne. Díky tomu se vznáší jako balón.
- Superstimulátor (1901, The New Accelerator), první knižní vydání ve sbírce povídek Dvanáct povídek a sen. Povídka o vynálezu elixíru, který tak zrychlí fyziologické a kognitivní funkce toho, kdo jej vypije, že tento jedinec vnímá vnější svět jako naprosto nehybný.
- Lupiči v Hammerpondu (1894, The Hammerpond Park Burglary), první knižní vydání ve sbírce povídek Ukradený bacil a jiné prózy (1895, The Stolen Bacillus and Other Incidents). Vtipné vyprávění o tom, jak lze pomocí série nedorozumění a omylů vyloupit dům.
- Pštrosí byznys (1894, A Deal in Ostriches), první knižní vydání ve sbírce povídek Ukradený bacil a jiné prózy. Humorný příběh o tom, jak pštros spolknul vzácný diamant a vzápětí zmizel v stádu. Jejich majitel pak utrží v dražbě za pštrosy neuvěřitelné peníze.
- Vláda mravenců (1905, The Empire of Ants), první knižní vydání ve sbírce povídek Země slepců a jiné povídky (1911, The Country of the Blind and Other Stories). Povídka líčí útok inteligentních a smrtelně jedovatých mravenců na lidskou civilizaci.
- Ostrov aepyornisův (1894, Aepyornis Island), první knižní vydání ve sbírce povídek Ukradený bacil a jiné prózy. Povídka o nalezení obrovského prapštrose aepyornise.
- Útok z hlubin (1896, The Sea Raiders), první knižní vydání ve sbírce povídek Příběh Gottfrieda Plattnera a jiné povídky. Jde o hororové vyprávění o útoku hejna dravých hlavonožců na západoanglické pobřeží.
- Pozoruhodný případ Davidsonových očí (1895, The Remarkable Case of Davidson's Eyes), první knižní vydání ve sbírce povídek Ukradený bacil a jiné prózy. Jde o příběh vědce, který oslepne při vědeckém pokusu a namísto světa kolem sebe vidí místo vzdálené několik set kilometrů.
- Země slepců (1904, The Country of Blind), první knižní vydání ve sbírce povídek Země slepců a jiné povídky. Povídka, poukazující na nesmyslnost a slepotu diktatury, popisuje v horách ztracenou vesnici, kde žijí jen slepci. Zbloudilý poutník se zamiluje do zdejší dívky, ale když s ní chce být, tak pouze za cenu vlastního oslepení. Plný smutku nakonec vesnici opouští.

### Válka světů
Tato část knihy obsahuje snad nejslavnější Wellsův vědeckofantastický román Válka světů popisující krvavou invazi mimozemšťanů z Marsu na Zemi.